# Il potere di Shazam!
Il potere di Shazam! (The Power of Shazam!) è un fumetto autoconclusivo con copertina rigida del 1994, scritto e illustrato da Jerry Ordway per la DC Comics. La storia di 96 pagine, descrive e rinnova le origini del supereroe della ex Fawcett Comics Capitan Marvel, e fu seguito da una serie, sempre dal titolo Il potere di Shazam!, che fu pubblicata dal 1995 al 1999.

## Storia

### Il romanzo a fumetti
Dopo una breve retcon di Roy Thomas e Tom Mandrake nel 1987 con la miniserie Shazam! The New Beginning, a Capitan Marvel fu di nuovo data un'origine rinnovata nell'auto conclusivo del 1994 Il potere di Shazam!. Le origini di Capitan Marvel sarebbero state rinarrate poi in Shazam! la Società dei Mostri del Male del 2007, anche se quest'origine fu ambientata al di fuori della continuità DC.

### Trama
All'inizio del fumetto, i genitori del piccolo Billy Batson di dieci anni, entrambi archeologi, stanno lavorando in Egitto, negli scavi della tomba di Ramesse II con il loro socio, Theo Adam. Assassinando i coniugi Batson, Adam rapì la loro piccola figlia, Mary, e rubò una collana a forma di scarabeo una volta appiccicato ad un sarcofago nella tomba. Billy era stato lasciato a casa, a Fawcett City, a causa degli esami scolastici. Come per le origini narrate in Whiz Comics n. 2 della Fawcett Comics (1940), Billy fu abbandonato al suo crudele zio Ebenezer, che prese l'eredità lasciatagli dai suoi e lo abbandonò per strada, dove divenne uno "strillone" (un venditore di giornali per strada) per guadagnarsi da vivere. Una notte, Billy incontrò uno straniero vestito di scuro fuori dal tunnel della metropolitana, che lo invitò a seguirlo in un treno magico. Il mezzo li trasportò entrambi al reame del Mago Shazam, che elesse il ragazzo come suo successore. Nominando il nome del Mago, Billy fu colpito da un fulmine magico che lo trasformò in Capitan Marvel, un supereroe adulto.
Come Capitan Marvel, Billy sventò i piani di Theo Adam e del suo datore di lavoro, il ricco magnate Thaddeus Sivana, di distruggere l'edificio della WHIZ radio e mettere a tacere un testimone dell'assassinio di Adam. L'incontro di Adam con Marvel, che è l'immagine sputata di C.C. Batson (padre di Billy), insieme agli indizi della spedizione, lo portarono a capire che lui è la reincarnazione di Teth-Adam, campione originale del Mago Shazam. Incrociando la strada del Mago, Teht-Adam fu ucciso e i suoi poteri furono inseriti in uno scarabeo, lo stesso che Adam rubò dalla tomba dopo aver ucciso i Batson. Prendendo lo scarabeo dalla stanza dei trofei di Sivana, Adam pronunciò il nome del Mago e fu colpito dal fulmine magico, divenendo Black Adam.
Adam e Capitan Marvel si batterono sul suolo della Fiera Mondiale di Fawcett fondata da Sivana, che vide Marvel vincitore strappando lo scarabeo dal suo nemico. Quindi, Marvel portò Adam dal Mago, che gli tolse l'utilizzo della voce e i suoi ricordi. Poi Billy scoprì che l'estraneo che lo portò dal Mago era lo spirito di suo padre, e che sua sorella Mary era ancora viva. Billy promise, come Capitan Marvel, di combattere l'ingiustizia e il male, e anche di trovare la sua sorella scomparsa. Nel frattempo, Sivana perse tutti i suoi soldi e le sue proprietà a causa della distruzione di queste da parte di Marvel ed Adam durante il loro combattimento, e giurò di vendicarsi del buon Capitano.

### La serie
La storia di Ordway fu un successo, vincendo il Comics Buyer's Guide Fan Award come Album Grafico Originale Preferito del 1994, e portò alla pubblicazione della serie The Power of Shazam!. La serie, che cominciò la pubblicazione nel marzo 1995, reintrodusse molti dei personaggi della Fawcett Comics nella continuità DC corrente, includendo Mary Bromfield, Freddy Freeman, Beautia Sivana, il Signor Rosso Boccalarga, Bullettman, Minute-Man, Spy Smasher, Ibis e Taia, e addirittura Hoppy il Coniglio Marvel. I criminali incarnati nella serie furono Ibac, Mr. Mind, Mister Atom, Zia Minerva e Blaze e Satanus dai fumetti di Superman, che furono reinseriti come figli illegittimi del grande Mago.
Mary Marvel venne inserita come un'adulta invece della sua forma tradizionale di adolescente, e condivise il nome di "Capitan Marvel" con suo fratello. Capitan Marvel Jr., infastidito dal sentirsi chiamare "Junior" tutte le volte, volle un nome da poter utilizzare senza richiamare a sé il fulmine magico (infatti la parola magica che lo trasformava non era "SHAZAM", ma "Capitan Marvel"), così si rinominò "CM 3". Jerry Ordway scrisse tutte le storie della serie più un annuale, e fornì le copertine nello stile grafico del romanzo a fumetti originale. Peter Krause, Mike Manley, Dick Giordano e lo stesso Ordway furono gli artisti principali.
Mentre la serie riceveva buone critiche e illustrazioni da icone dei fumetti come Curt Swan e Gil Kane, le vendite delle serie ispirata alla Golden Age rallentarono poiché continuava ad essere un fumetto più oscuro e intenso delle solite avventure solari e leggere della Famiglia Marvel. La serie fu cancellata con il n. 47 nel marzo 1999 (il n. 1.000.000 fu pubblicato nel novembre 1998 come parte dell'evento DC One Million, dando alla serie un totale di 48 numeri pubblicati). Un numero annuale fu pubblicato nel 1996.

### La notte più oscura
Nel gennaio 2010, Power of Shazam! ebbe un solo revival (n. 48), legandosi agli eventi di La notte più profonda. Coinvolse la resurrezione del protetto di Black Adam, Osiride, come Lanterna Nera, che volle combattere contro il suo assassino, il coccodrillo apokolipsiano Sobek. Billy e Mary Batson, senza poteri dopo gli eventi di Justice Society of America vol. 3 n. 25, comparvero brevemente in questo numero.

### Collezioni ristampate
Il potere di Shazam! n. 33 (dicembre 1997) fu tra le storie selezionate per la ristampa nella serie del 2008 Shazam! The Greatest Stories Ever Told, rinarrando alcune delle più grandi avventure di Capitan Marvel.

## Premi
- Il potere di Shazam! vinse il Comics Buyer's Guide Fan Award come "Album Grafico Originale Preferito" del 1994.
- Il n. 1.000.000 di The Power of Shazam! fu una parte della storia DC One Million, che fu il più votato della Comic Buyer's Guide Fan Award per la "Storia Preferita del 1999".